# Dorothea af Sachsen-Lauenburg
Dorothea af Sachsen-Lauenburg (født 9. juli 1511 i Lauenburg, død 7. oktober 1571 i Sønderborg) var dronning af Danmark og Norge fra 1534 til 1559 som ægtefælle til Christian 3.
Hun var datter af hertug Magnus 1. af Sachsen-Lauenburg og hertuginde Katharine af Braunschweig-Wolfenbüttel. Hendes søster Katarina var gift med kong Gustav Vasa af Sverige.

## Liv og gerning
Dorothea blev i 1525 gift med daværende hertug af Slesvig og Holsten Christian, den senere kong Christian 3. af Danmark.
Brylluppet stod i Lauenborg, men overværedes ikke af brudgommens fader, Frederik I, der kun uvillig havde givet sit minde til ægteskabet. Mellem den gamle konge og sønnens svigerfader var forholdet yderst fjendtligt, og hertug Christian selv synes ikke at have stået på nogen fortrolig fod med sin fader.

### Tronfølgerparret
Det unge ægtepar boede i de første år på Haderslev og Tørning, temmelig knapt aflagt af den sparsommelige fader. Et håb om at overtage statholderskabet i Norge, hvor Christian og Dorothea opholdt sig 1529, glippede snart, og først faderens død i 1533 åbnede der sig mere gunstige udsigter for Dorothea og hendes ægtefælle. Under den nu følgende urolige tid (Grevens Fejde, Reformationen) opholdt Dorothea sig dels i hertugdømmerne, dels hos sine tyske slægtninge. Christians tronbestigelse og den heldige udgang af grevefejden bragte en afslutning på de trange og vanskelige tider, og 1537 kronedes Dorothea med sin ægtefælle i København til Danmarks dronning.

### Viljestærk og handlekraftig dronning
Dorotheas ydre livsforhold som dronning frembød ikke ejendommelige eller store begivenheder. Hun fødte sin mand 2 døtre og 3 sønner og havde den glæde at følge sin ældste datter, Anna, 1548 på dennes pragtfulde brudetog til Sachsen. Men Dorothea skulle blive en af sin tids mest indflydelsesrige kvinder.
Dorotheas ydre skildres af samtiden som majestætisk og stolt. Hun var viljestærk, i besiddelse af megen politisk kløgt, stærk i følelser og lidenskaber, og hun yndede en for sin tid ejendommelig interesse for mandlige idrætter, jagt, heste og hunde. Hendes politiske indflydelse på kongen har vist været ret stor og kunne fremkalde konflikter med de danske statsmænd og med sønnen, kronprins Frederik.
Skønt vi kun kender lidt til hendes deltagelse i det politiske liv under Christian III’s regering, stemmer alle beretninger dog overens om, at hun har haft en stor indflydelse på sin ægtefælle. Hende tilskrives således Peder Oxes fald. Så meget er vist, at hun nærede en levende uvilje så vel mod ham som mod kansleren Johan Friis, og det er karakteristisk, at årsagen til hendes uvilje mod den sidste væsentlig var den, at han havde hindret hendes optagelse i rigsrådet efter hendes ægtefælles død. Hun frarådede Frederik II at gå i krig mod Sverige, og hun tilskyndede ham til at hjælpe sin yngre broder, hertug Magnus, under dennes vanskeligheder i Estland, men Frederik lyttede ikke til hende og tog heller ikke imod hendes tilbud om at virke som fredsmægler, og han støttede kun sin broder på sine egne vilkår.
Dorothea ville regere, og lykkedes det hende end ikke at opnå del i statens styrelse under sønnen Frederik II’s regering, så hævdede hun med al den energi, hun var i besiddelse af, sit herredømme over sine børn. Hendes kærlighed til disse, som selv lige over for Frederik II, der stod så skarpt imod hende, ofte gav sig udtryk i varme og hjertevindende ord, var parret med en despotisk myndighed. Hun hævdede sit formynderskab over dem til den yderste grænse, hun værgede sine yngre børn mod den ældre broder med noget af et vildt dyrs instinktmæssige moderkærlighed, hun blev aldrig træt af at revse sine sønner, Frederik og den forfaldne Magnus, med de skarpeste ord for deres laster, Tidens sædvanlige fejl, drukkenskab og uterlighed. Hun er formodentlig den, der i mange år forhindrede sin søn Frederiks giftermål, skønt hun selv i varme ord priser ægteskabets velsignelse, – kun vil hun være den, som bestemte deres fremtids lykke. Og denne stærke, lidenskabelige kvinde, der aldrig blev træt af ukaldet at give sit råd med i alle private og offentlige forhold, hun havde mulighed for. Hendes ejendommelige karakter lyser ud af hendes breve, og man får gennem dem indtrykket af en overlegen kvindeskikkelse, hvis virksomhedstrang giver sig luft i alle mulige forhold uden helt at få lejlighed til at trænge igennem.

## Enkedronningen
Efter kongens død overtog hun i 1559 styrelsen af sin store livgeding Koldinghus Slot m. m., dertil Sønderborg Slot med Sønderborg og Nordborg på Als hvorfra hun årlig foretog rejser til sine døtre (Anna og Dorothea) og svigersønner i Tyskland.
På Koldinghus, som omdannedes, udvidedes og forskønnedes under hendes ledelse, holdt hun hof omgivet af sine slægtninge, børn, børnebørn, hvis opdragelse hun tog sig af, og adelsjomfruer, der gik hende til hånde (blandt andre Anna Hardenberg). Begærlig efter politisk magt søgte hun at få indflydelse på sin søn, kongen, men hendes forsøg herpå, fx da hun rådede ham fra krigen mod Sverige, eller da hun senere ville optræde som mægler, mislykkes fuldstændig, og kongens følelser for moderen var ikke hjertelige. I sine fortræffelige, karakterfulde breve optræder hun dog stadig med lidenskabelig, moderlig kærlighed, energi og kraft for at forsvare sine yngre børns (Hans’ og Magnus’) rettigheder; skarpt dadler hun også snart Frederik’s politik, snart hans udsvævende liv.

### Saltværket
Blandt de aktiviteter, Dorothea kastede sig ud i som enkedronning, var oprettelsen af et saltværk (det vil sig udvindelse af salt fra saltvand) ved Kolding. Dertil krævedes store mængder tømmer, som blev indført fra Norge, da hun ikke kunne klare det fra sine egne besiddelser. Mængderne var så store, at det trak ud med at skaffe dem. Også jern skulle skaffes i store mængder, ca. 3.160 kg stangjern. Arbejdskraften blev delvist indført fra Tyskland, mens andre var de kronens bønder, hun fik til rådighed. Trods hendes store anstrengelser blev saltværket ikke færdigt i hendes levetid.
Det saltvand, der var tale om, stammede fra en saltkilde. Vandet herfra skulle sydes i pander. En mølle skulle drive en pumpeværk, som skulle pumpe saltvandet op fra kilden. Formentlig skulle der anlægges en kanal, for at lede vand til møllen eller pumpeværket. Forbilledet for hele virksomheden var sandsynligvis udvindingsteknikken, der på samme tid blev anvendt i Lüneburg.
Skønt saltværket ikke nåede at blive færdigt i Dorotheas levetid, kom det alligevel til at fungere. I årene 1575-78 blev der sendt fødevarer til folkene ved saltmøllen, i årene 1574-78 blev der betalt told af saltmøllen, og i regnskabet for 1578-79 omtales "20 skippund jern af saltkunsten", åbenbart salg af det jern, som havde været brugt til saltpander mm. Dette taler for en kortvaring funktionsperiode fra 1573/1574 til 1578/79.

### Dorotheas anden kærlighed
Kort efter Christian III’s død blev hun forelsket i den 11 år yngre svoger (Christian 3.'s halvbror) Hans den Ældre, hendes nabo på Haderslev Slot, men det nære slægtskab var dog en hindring, som ikke let kunne overvindes. Allerede i 1559 var der tale om ægteskab, men Melanchthon og andre tyske teologer misbilligede det. Dorothea opgav dog ikke håbet, men arbejdede hemmelig på at realisere sin plan. Den kom imidlertid frem den ved en indiskretion fra hendes hofpræsts side, og den nu næsten 57-årige kvinde så sig udsat for hån og spot fra alle sider og især fra sin søn kong Frederiks. Under indtryk heraf og af den modstand, hun mødte var det som om, at hendes kraft var brudt: hun udsonede sig med sønnen, men der var fra nu af ikke længere spor tilbage af den virksomhedstrang, den kraftige og iltre natur, som tidligere lyser ud af hendes breve. Resigneret levede hun de sidste 3 år af sit liv, sysselsat med sine børnebørns opdragelse og med bestyrelsen af sit livgeding. Syg og nedbøjet drog hun i 1571 ned til Sønderborg til sin yngste, elskede søn Hans, og her døde hun den 7. oktober samme år.

## Gravsted
Hun døde på Sønderborg under et ophold hos sin yndlingssøn Hans.
I 1581 lod Frederik den 2. sin mors legeme overflytte fra Sønderborg Slotskapel til Roskilde Domkirke. Hun ligger begravet ved sin ægtefælles Side i Roskilde Domkirke under det pragtfulde monument, som Frederik II rejste over sine
forældre.

## Børn
1. Anna (22. eller 25. november 1532 – 1. oktober 1585), i 1548 gift med kurfyrste August af Sachsen i Torgau
2. Frederik (1534-1588), konge af Danmark og Norge 1559-1588.
3. Magnus (26. august 1540 – 18. marts 1583 i Pilten, Kurland), biskop af Øsel og Kurland, titulær konge af Livland 1570-1578.
4. Hans (1545-1622), hertug af Slesvig-Holsten-Sønderborg og stamfar til Christian den 9. og dermed til det nuværende glücksborgske kongehus.
5. Dorothea (29. juni 1546 på Koldinghus – 6. januar 1617), 12. oktober 1561 gift med hertug Wilhelm af Braunschweig-Lüneburg-Celle, gennem en af sine sønner oldemor til grundlæggeren af det nuværende engelske kongehus.